# Akiva Yaglom
Akiva Moiseevitch Yaglom (Carcóvia, 6 de março de 1921 — Boston, 13 de dezembro de 2007) foi um físico, matemático, estatístico e meteorologista russo.

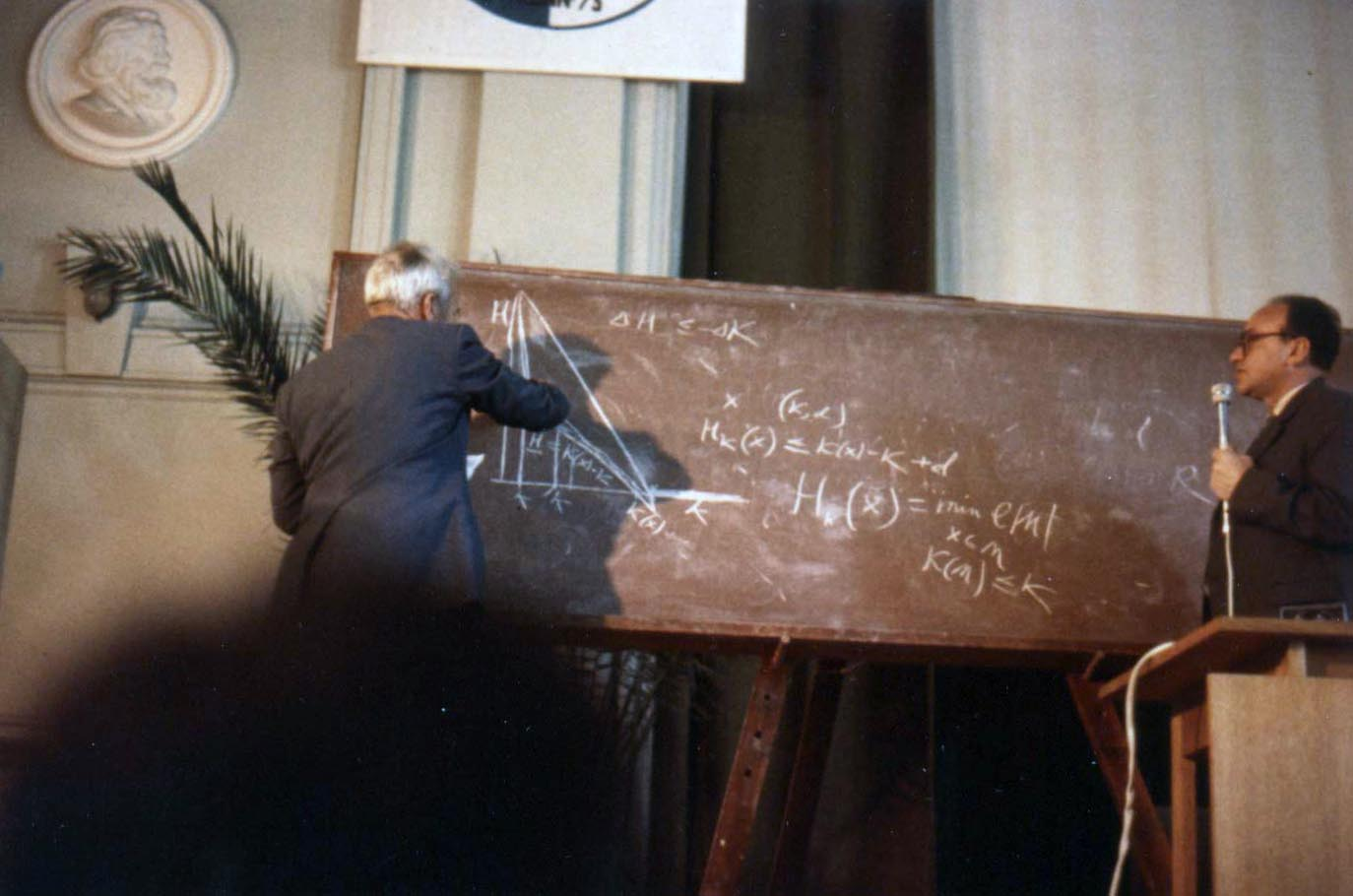
Andrei Kolmogorov em 1973 em Tallin, com Akiva Yaglom na direita.

Conhecido por suas contribuições à teoria estatística da turbulência e à teoria dos processos aleatórios. Yaglom passou a maior parte de sua carreira profissional na Rússia, onde trabalhou em diversas instituições, incluindo o Instituto de Geofísica Teórica. De 1992 a sua morte, trabalhou no Instituto de Tecnologia de Massachusetts. Escreveu diversos livros sobre matemática e probabilidade, alguns dos quais com seu irmão gêmeo Isaak Yaglom.